# Rattenbergerbach Umleitungsgerinne
Der Rattenbergerbach Umleitungsgerinne ist ein Umleitungsgerinne des Rattenbergerbachs und damit ein Nebenfluss der Mur, der zum Flusssystem der Donau gehört. Er zweigt nach dem Rattenberger Graben vom Rattenberger Bach ab und nimmt dann den Sillwegbach auf, nach Rattenberg mündet er wiederum in den Rattenbergerbach.